# Riesenfischerspinne
Die Riesenfischerspinne (Ancylometes rufus) ist eine Webspinne aus der Familie der Kammspinnen (Ctenidae). Die im nördlichen Südamerika verbreitete Art führt wie die anderen der Gattung Ancylometes eine bemerkenswerte und sehr aquatisch geprägte Lebensweise aus.

## Merkmale

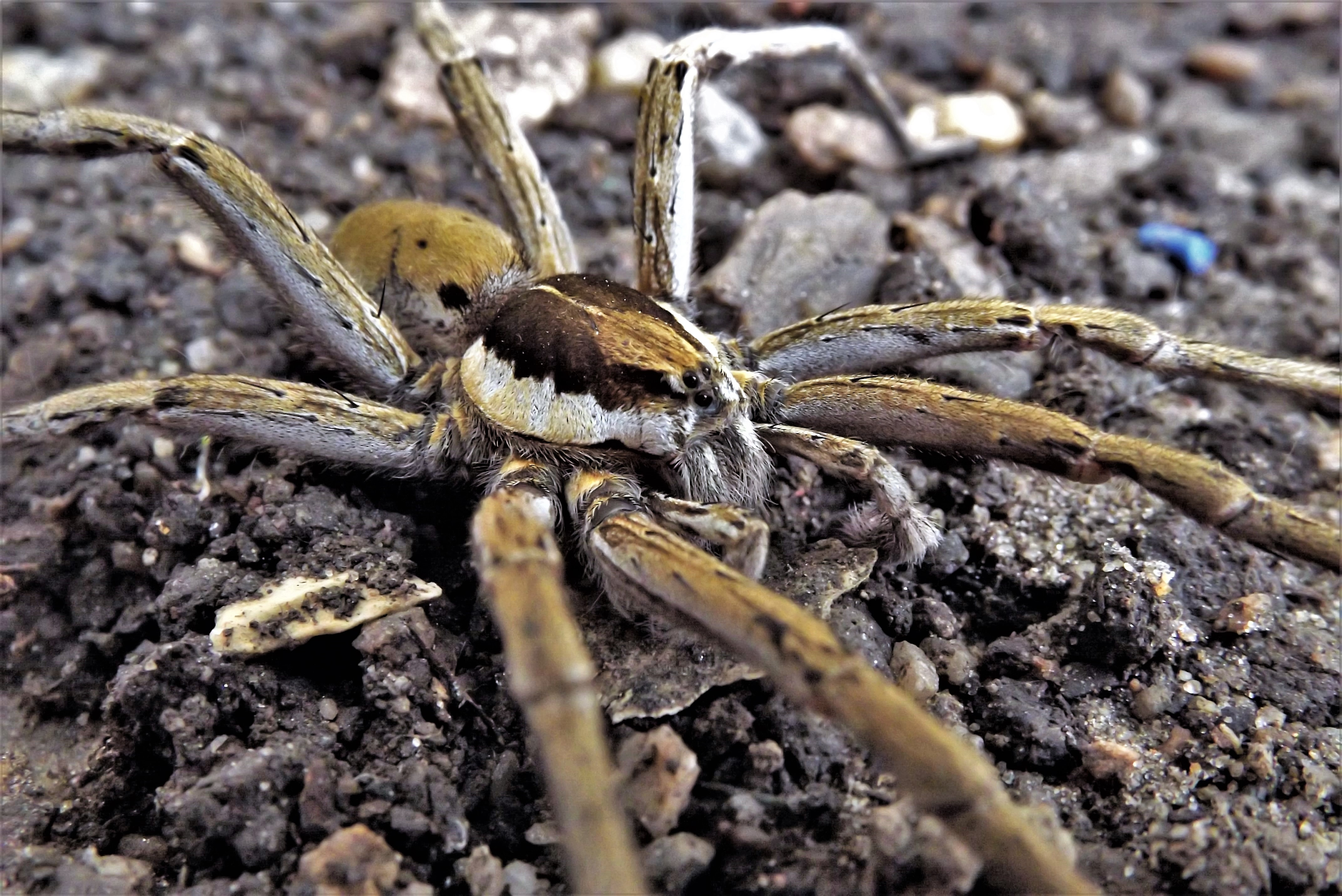
Detailaufnahme eines Männchens

Das Weibchen der Riesenfischerspinne erreicht eine Körperlänge von 40 bis 50 und das Männchen eine von 25 bis 30 Millimetern. Die Beinspannweite der Art kann 100 bis zu 200 Millimeter betragen. Damit zählt die Riesenfischerspinne zur größten Art der Gattung Ancylometes und überdies zu den größten unter den Echten Webspinnen (Araneomorphae). Ein dichtes Haarpolster überzieht den gesamten Körper und ermöglicht der Riesenfischerspinne eine Fortbewegung auf und unter Wasser. Gleichzeitig kann in dem Haarkleid Luft gespeichert werden. Die Haare können auch als Sensillen (Sinneshaare) dienen. Die acht vergleichsweise kleinen und einigermaßen gut entwickelten Augen sind je zu viert in zwei Reihen übereinander angeordnet. Wie bei anderen Spinnen ist auch bei der Riesenfischerspinne ein auffälliger Sexualdimorphismus (Unterschied beider Geschlechter) vorhanden.

### Männchen
Das Prosoma (Vorderkörper) des Männchens nimmt 18,8 Millimeter der Körperlänge ein und ist 16 Millimeter breit. Der Clypeus, ein schmaler Abschnitt zwischen dem vorderen Augenpaar und dem Rand des Carapax (Rückenschild), ist 1,5 Millimeter breit. Das Prosoma besitzt beim Männchen eine dunkelbraune Grundfärbung und an den Seiten breit gebaute und cremefarbene bis weiße Längsbänder. Die Beine und auch das Opisthosoma (Hinterleib) sind oben dunkelbraun, auf der Ventralseite allerdings heller. Die Femora (Schenkel) und die Patellae (Glieder zwischen den Femora und Tibien (Beinschienen)) weisen auf der Dorsalseite weiße Punkte und die Femora zusätzlich lateral weiße Linien auf. Die bei den Männchen vieler Spinnen vorhandenen Tibialapophysen (chitinisterte Fortsätze) an den Pedipalpen (umgewandelte Extremitäten) sind beim Männchen der Riesenfischerspinne auf der Ventralseite kurvenartig gebogen und weisen auf der Lateralseite eine schwarze Färbung auf. Die Emboli (Bestandteile der Bulbi, bzw. männlichen Geschlechtsorgane, die der Samenübertragung dienen) besitzen eine breite Grundfläche und sind flankiert von je einem dreieckigen Membranlappen, der in einem Halbkreis verläuft und unter der Spitze des Beckens fadenförmig endet, wobei der mittlere Teil in einem breiten und flügelartigen Leiter eingebettet ist. Gegenüber diesem Leiter befindet sich eine leicht gekrümmte, relativ lange hammerartige Medianapophyse. Die Cheliceren (Kieferklauen) sind mit drei promarginalen und vier retromarginalen Zähnen versehen. Die promarginalen Zähne fallen kleiner aus. Der Bereich zwischen der unteren Augenreihe bis zur Chelicerenbasis ist ebenfalls weiß gefärbt.

### Weibchen
Das Weibchen besitzt ebenfalls eine dunkelbraune Grundfärbung. Diese ist allerdings heller als beim Männchen und auch ansonsten ist es wesentlich kontrastärmer gezeichnet. Sein Prosoma ist 18,3 Millimeter lang und 15,2 Millimeter breit. Der Clypeus ist hier 1,1 Millimeter lang. Sowohl das Prosoma als auch das Opisthosoma sind einheitlich braun gefärbt. Die Beine sind grau gefleckt und die Cheliceren gleichen nahezu denen des Männchens. Allerdings erscheint ihre Färbung wie die der Beine durch dunkle oder gelbe unregelmäßige Flecken verwaschen. Die Epigyne (weibliches Geschlechtsorgan) besteht aus einer flachen Mittelplatte, die trigonal geformt ist, wobei die Kanten gerundet sind und ansonsten kein Ansatz vorhanden ist. Die Öffnungen der Egipyne sind anteriolateral und die Kopulationsgänge sigmoidal angelegt. Die Kopulationsgänge enden ventral in den kreisförmigen Spermatheken (Befruchtungsorgane), die sehr nah beieinander liegen.

### Ähnliche Arten

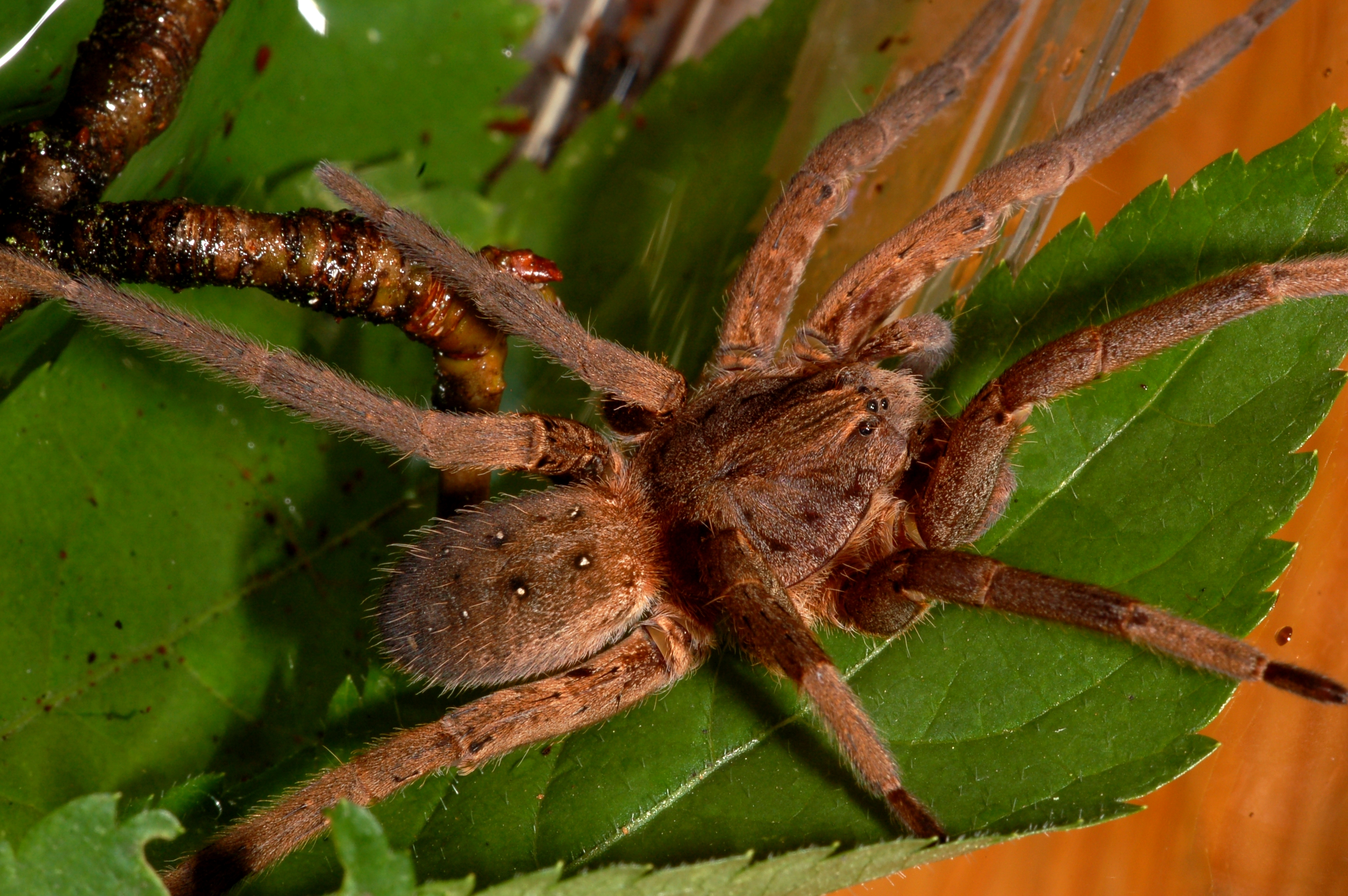
Weibchen der Wasserjagdspinne (Ancylometes bogotensis)

Mehrere der Riesenfischerspinne ähnliche Arten befinden sich in der Gattung Ancylometes. Ein Beispiel ist die Wasserjagdspinne (Ancylometes bogotensis), die allerdings wie andere Arten der Gattung etwas kleiner als die Riesenfischerspinne ist. Diese besitzt außerdem eine etwas hellere Grundfärbung und das Prosoma des Männchens hat eine wesentlich schmaler ausfallende Umrandung. Weitere weiße Farbanteile besitzt die Wasserjagdspinne nicht. Wie andere Arten der Gattung ähnelt die Riesenfischerspinne Arten aus der Gattung der Uferjäger (Dolomedes) innerhalb der Familie der Raubspinnen (Pisauridae), die ebenfalls zur Überfamilie der Lycosoidea zählen und eine ähnliche Lebensweise haben.

## Vorkommen

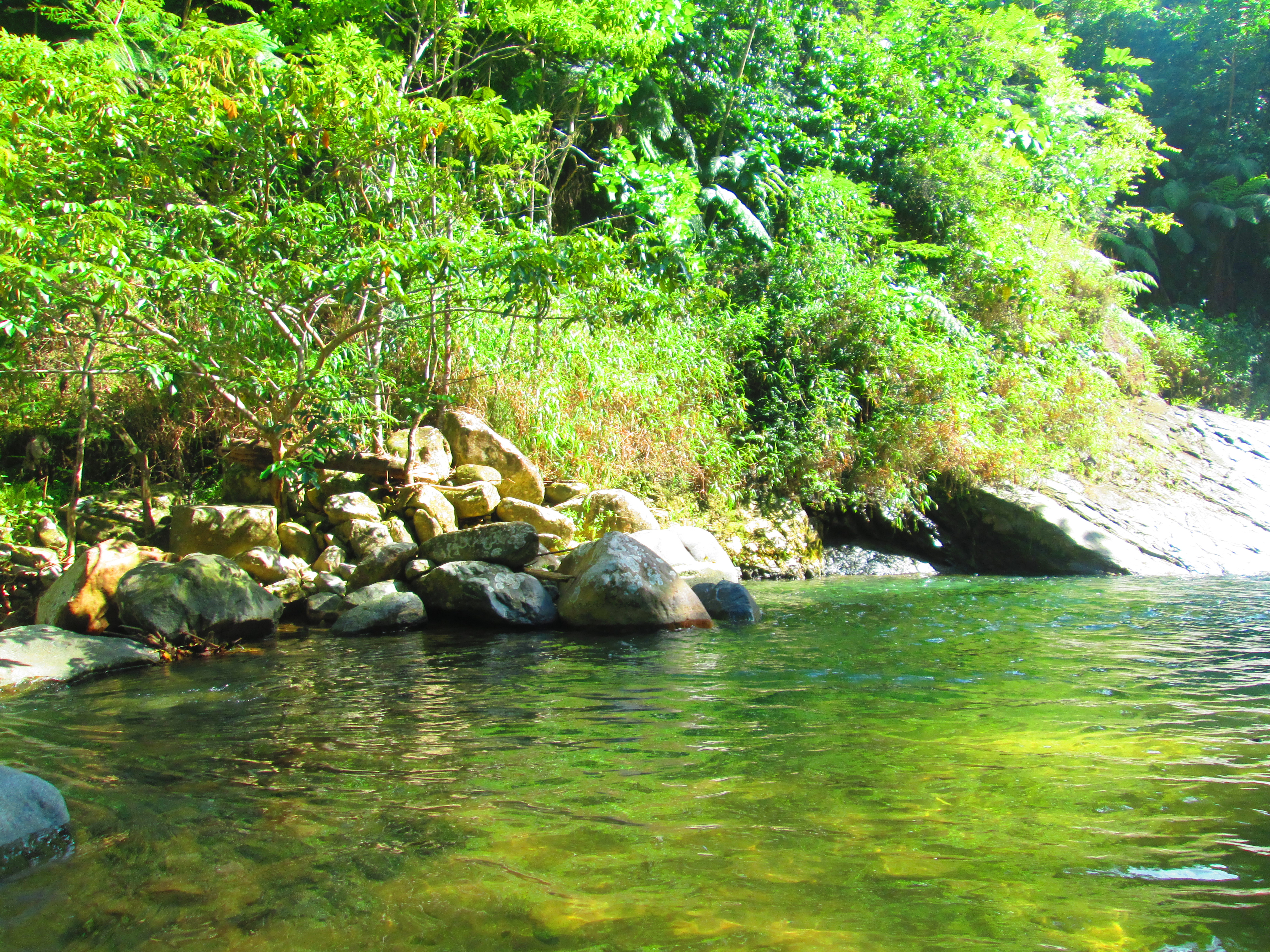
Regenwaldgewässer wie dieses im Departamento del Caquetá in Kolumbien bilden die Lebensräume der Riesenfischerspinne

Die Riesenfischerspinne ist im Amazonasbecken und entlang der atlantischen Küste Brasiliens vertreten und bewohnt dort die tropischen Regenwälder. Entsprechend ihrer Lebensweise ist die Art, wie die anderen derselben Gattung, dort häufig in der Nähe von Teichen oder kleinen Bächen oder an den Ufern größerer Flüsse zu finden.

### Bedrohung und Schutz
Über mögliche Bestandsbedrohungen der Riesenfischerspinne liegen keine Informationen vor, da die Art von der IUCN nicht geführt wird.

## Lebensweise
Die Riesenfischerspinne ist wie die anderen Arten der Gattung Ancylometes an Gewässer gebunden und verbringt dort dementsprechend den Großteil ihres Lebens. Ebenso hält sie sich oftmals an der Wasseroberfläche von Gewässern auf und bewegt sich dort rudernd fort. Bei Bedarf, etwa zum Beutefang oder bei der Begegnung mit Prädatoren (Fressfeinden), kann die Riesenfischerspinne auch gänzlich unter Wasser tauchen und kann dort dank des in ihrer dichten Behaarung gespeicherten Sauerstoffs bis zu einer Stunde verbleiben. Bei einer Bedrohung etwa hält sich die Spinne länger unter Wasser auf und findet am Gewässergrund oder der Vegetation Halt.

### Jagdverhalten und Beutefang

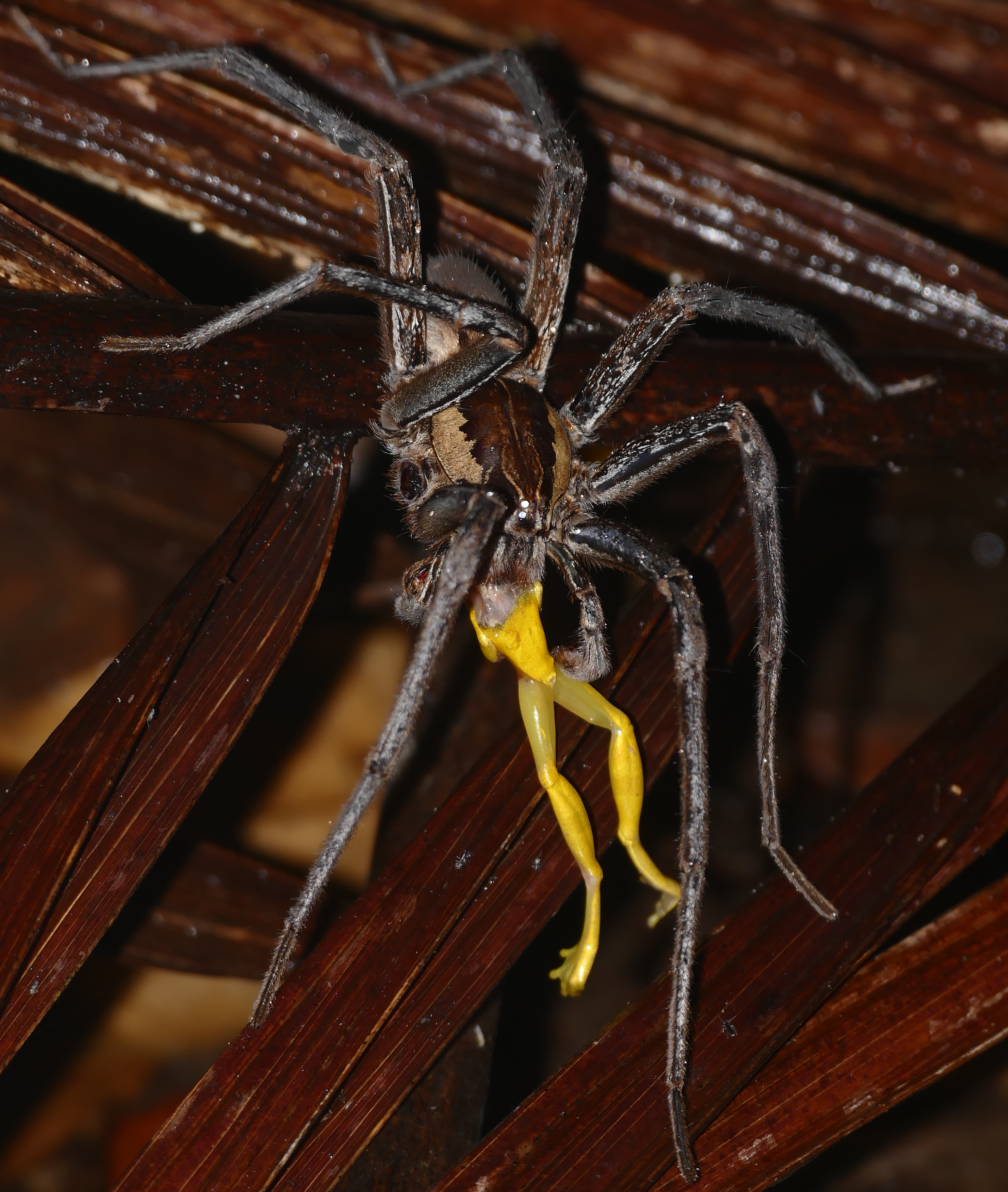
Männchen mit erbeutetem Frosch

Auch die Jagdweise der Riesenfischerspinne ist mit der anderer Arten der Gattung identisch und somit kann die Wasserjagdspinne sowohl an Land als auch auf den Gewässern jagen. Sie nutzt sowohl an Land als auch auf dem Wasser ihren Seh- und Vibrationssinn. Dieser wird ihr über die Sensillen vermittelt. Sie legt wie andere Kammspinnen kein Spinnennetz zum Fangzweck an, sondern jagt als Lauerjäger und verharrt überwiegend bewegungslos. Sobald ein Beutetier in Reichweite gelangt und geortet werden kann, schnellt sie auf dieses zu und hält es fest. Die Jagdweise ist sowohl an Land, als auch unter Wasser identisch, obgleich die Riesenfischerspinne genau wie Uferjäger der Gattung Dolomedes auch unter Wasser tauchen kann, um Beutetiere zu fangen. In das Beuteschema zählen neben anderen Wirbellosen auch kleinere Wirbeltiere, etwa Reptilien, Amphibien (darunter auch Kaulquappen) einschließlich Fische in passender Größe.

### Fortpflanzung
Mit den anderen Arten der Gattung identisch ist auch das Fortpflanzungsverhalten der Riesenfischerspinne. Ein geschlechtsreifes Weibchen legt mit Pheromonen versehene Spinnfäden aus, mit denen es von Männchen gefunden werden kann. Ist dies der Fall, nähert sich das Männchen dem Weibchen vorsichtig an. Nach einer leichten Berührung zwecks der Balz verharrt das Weibchen bewegungslos und das Männchen klettert auf seine Partnerin und fesselt sie mit Spinnseide. Dabei hat das Männchen das Weibchen, das keinen Widerstand leistet, innerhalb weniger Sekunden eingesponnen. Wie bei frei jagenden Spinnen üblich, steigt das Männchen nun auf das Weibchen und der eigentliche Paarungsakt beginnt, indem das Männchen abwechselnd seine Bulbi (männliche Geschlechtsorgane) in die Epigyne (weibliche Geschlechtsorgane) des Weibchens einführt. Dieser Vorgang dauert weniger als eine Minute und das Männchen entfernt sich anschließend vom Weibchen, das sich währenddessen von dem Gespinst des Männchens befreit.
Der Nahrungsbedarf des nun begatteten Weibchens steigt infolge der heranreifenden Eier stark an. Nach etwa einer Woche stellt es einen Eikokon her, der 100 bis 200 Eier enthält. Dieser ist vergleichsweise groß und wird mit einer vom Weibchen abgesonderten Flüssigkeit beträufelt, die den Kokon wasserfest macht und ihn vor Pilzbefall schützen soll. Der Eikokon wird anschließend an den Cheliceren (Kieferklauen) angeheftet vom Weibchen getragen. Ähnlich wie bei den Jagdspinnen (Pisauridae) wird nach etwa einem Monat kurz vor dem Schlupf der Jungtiere ein großflächiges Gespinst etwas über dem Boden angelegt und der Kokon in diesem platziert. Auch werden hier wie bei den Raubspinnen sowohl der Kokon als auch die anfangs etwa zwei Millimeter großen Jungtiere für einige Zeit vom Weibchen bewacht. Diese verteilen sich in dem Gespinst und erleben ihre erste Häutung bereits innerhalb von zwei Tagen. Nach einigen weiteren Tagen verselbstständigen sich die Jungtiere und verlassen das Gespinst. Sie wachsen in einem Zeitraum zwischen zehn Monaten bis zu einem ganzen Jahr heran. Insgesamt kann ein begattetes Weibchen bis zu drei Kokons anfertigen und somit auch die für die Arten der Gattung typische Brutpflege aufweisen. Weibchen der Art erreichen eine Lebensdauer von zwei oder mehr Jahren, Männchen hingegen leben nur 14 bis 16 Monate.

## Systematik
Die Riesenfischerspinne erfuhr vermehrt Umbenennungen und Umstellungen, so wurde sie anfangs zu den Jagdspinnen (Pisauridae) gezählt, 1967 aber mitsamt ihrer Gattung unter Pekka T. Lehtinen zu dem Kammspinnen (Ctenidae) gestellt. Von Rita Delia Schiapelli und Berta S. Gerschman de Pikelin erfolgte 1970 eine erneute Umstellung zu den Jagdspinnen, die dann 2003 ein weiteres Mal von Silva Dávila revidiert wurde. Bei der 1837 durchgeführten Erstbeschreibung der Riesenfischerspinne erhielt sie vom Erstbeschreiber Charles Athanase Walckenaer die Bezeichnung Ctenus rufus. Die heutige Bezeichnung Ancylometes rufus wird seit 2003 angewandt. Zwischenzeitlich verwendete Synonyme der Art lauten:
- Ctenus fuscus Walckenaer, 1837
- Ctenus giganteus Taczanowski, 1874
- Leptoctenus tenkatei Hasselt, 1888
- Lycoctenus brunneus F. O. Pickard-Cambridge, 1897
- Lycoctenus gigas F. O. Pickard-Cambridge, 1897
- Lycoctenus demerarensis F. O. Pickard-Cambridge, 1897
- Ancylometes gigas Simon, 1898
- Lycoctenus saraensis Strand, 1909
- Ancylometes vulpes Petrunkevitch, 1910
- Ctenus tenkatei Petrunkevitch, 1911
- Lycoctenus paraensis Strand, 1916
- Ancylometes pindareensis de Mello-Leitão, 1921
- Ctenus juruensis Mello-Leitão, 1922
- Ctenus striolatus Mello-Leitão, 1922
- Ctenus xerophilus Mello-Leitão, 1936
- Lycoctenus titanus Caporiacco, 1947

## Galerie

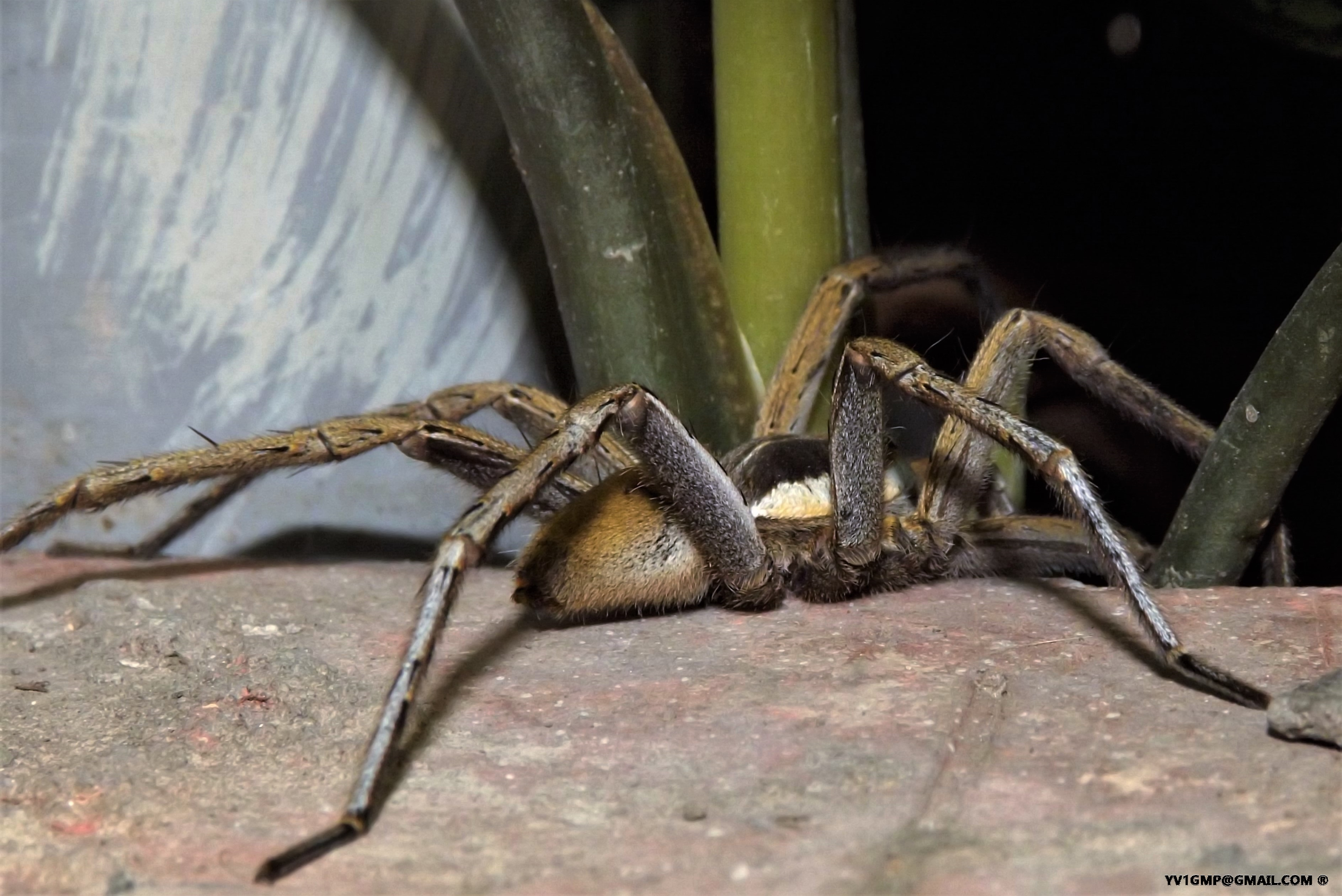
Rückansicht eines Männchens
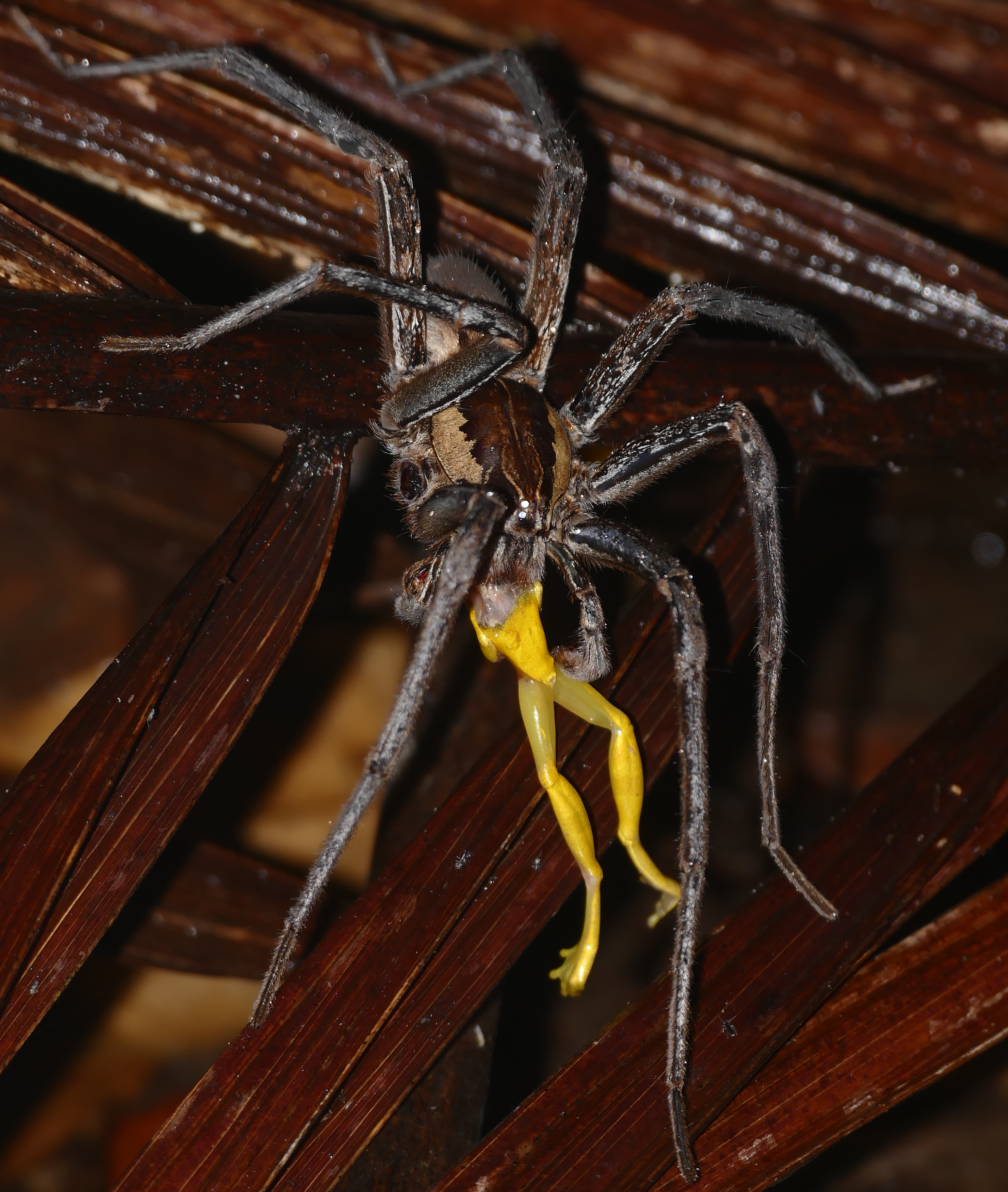
Nähere Ansicht des Männchens mit dem erbeuteten Frosch